# 統天暦
統天暦（とうてんれき）は、中国暦の一つで、南宋の楊忠輔によって編纂された太陰太陽暦の暦法。慶元5年（1199年）に施行された。
1太陽年を365.2425日とし、1朔望月を29.530594日とし、グレゴリウス暦と同じ1太陽年の値を出した。
また三統暦以来の上元積年法が用いられなかった。